# Stazione di Leggiuno-Monvalle
Stazione di Leggiuno-Monvalle vasútállomás Olaszországban, Lombardia régióban, Leggiuno településen.

## Vasútvonalak
Az állomást az alábbi vasútvonalak érintik:
- Novara–Pino-vasútvonal

## Kapcsolódó állomások
A vasútállomáshoz az alábbi állomások vannak a legközelebb:
- Stazione di Ispra
- Stazione di Laveno-Mombello